# Pterula bambusae
Pterula bambusae är en svampart som beskrevs av Corner 1970. Pterula bambusae ingår i släktet Pterula och familjen mattsvampar.   Inga underarter finns listade i Catalogue of Life.